# Operacja Iskra
Operacja Iskra – ofensywna operacja wojsk radzieckich podczas II wojny światowej, mająca przerwać trwającą od września 1941 r. niemiecką blokadę Leningradu. Prace nad przygotowaniem operacji rozpoczęły się wkrótce po zakończeniu nieudanej ofensywy siniawińskiej. Porażka Niemców w bitwie stalingradzkiej w końcu 1942 r., znacząco osłabiła zdolności bojowe Wehrmachtu na froncie wschodnim. W styczniu 1943 r. wojska Związku Radzieckiego planowały lub przeprowadzały działania ofensywne wzdłuż całej linii frontu niemiecko-radzieckiego, w szczególności na terenach południowej Rosji. Operacja Iskra stała się częścią szerszej, zimowej kontrofensywy sił radzieckich przeprowadzonej na przełomie lat 1942–1943.
Działania operacyjne zostały przeprowadzone siłami Frontu Leningradzkiego i Frontu Wołchowskiego Armii Czerwonej przy wsparciu Floty Bałtyckiej w dniach 12–30 stycznia 1943 r. w celu utworzenia łącznika lądowego z oblężonym Leningradem. Wojska sowieckie połączyły się 18 stycznia, a 22 stycznia ustabilizowała się ostatecznie linia frontu. Operacja pozwoliła Sowietom na utworzenie 8–10 kilometrowego korytarza lądowego łączącego wojska radzieckie z miastem. W szybkim tempie wybudowano na obszarze korytarza tory kolejowe, które umożliwiły dostarczanie miastu znacznie większych zasobów, niż było to możliwe za pośrednictwem tzw. Drogi Życia, prowadzącej przez zamarznięte jezioro Ładoga. Znacznie zmniejszyło to zagrożenie zajęcia Leningradu i połączenia się wojsk niemieckich z fińskimi.
Powodzenie tej operacji zachęciło Armię Czerwoną do przeprowadzenia, dwa tygodnie później, kolejnej ofensywy na znacznie większą skalę, pod kryptonimem Operacja Polarnaja Zwiezda (ros. Gwiazda Polarna). Celem tej operacji było całkowite rozbicie niemieckiej Grupy Armii Północ, a co za tym idzie zakończenie oblężenia miasta. Działania te nie przyniosły jednak większego rezultatu. Siły ZSRR podjęły w 1943 r. jeszcze kilka prób odepchnięcia Niemców spod Leningradu, jednak nie przyniosły one większych korzyści stronie radzieckiej. Sam korytarz pozostawał w zasięgu niemieckiej artylerii, a oblężenie miasta dobiegło końca dopiero 27 stycznia 1944 r.

## Wydarzenia poprzedzające
Blokada Leningradu rozpoczęła się wczesną jesienią 1941 r. Do 8 września 1941 r. wojska niemieckie i fińskie okrążyły miasto, odcinając wszystkie drogi zaopatrzenia. W 1942 r. Sowieci podejmowali kilka prób przełamania blokady, jednak wszystkie zakończyły się porażką. Ostatnią taką próbą była operacja siniawińska, po której klęsce kształt frontu powrócił do stanu wcześniejszego, a oblężone miasto dzieliło od żołnierzy radzieckich 16 kilometrów.
Pomimo wcześniejszych porażek, odblokowanie Leningradu było jednym z priorytetów dowództwa Armii Czerwonej, co doprowadziło do rozpoczęcia w listopadzie 1942 r. przygotowań do nowej ofensywy. W grudniu plan kolejnej operacji został zaaprobowany przez Stawkę i otrzymał kryptonim Iskra. Początek ofensywy zaplanowano na styczeń 1943 r.
W styczniu 1943 r. sytuacja na froncie przedstawiała się korzystnie dla strony radzieckiej. Klęska III Rzeszy w bitwie stalingradzkiej znacznie osłabiła jej siły na froncie wschodnim. Z kolei Sowieci prowadzili lub planowali działania ofensywne na całej linii frontu, w szczególności w rejonach południowo-wschodniej części Rosji. W tej sytuacji, operacja Iskra miała stać się pierwszą z kilku operacji ofensywnych mających na celu pokonanie wojsk niemieckiej Grupy Armii Północ.

## Przygotowania
Tereny znajdujące się na południe od jeziora Ładoga są obszarem gęsto zalesionym, pokrytym licznymi mokradłami (w szczególności torfowiskami) występującymi w bezpośredniej bliskości jeziora. Duże zalesienie obszaru znacznie utrudniało prowadzenie obserwacji przez obie strony. Oba te czynniki znacznie ograniczyły mobilność artylerii i pojazdów wojskowych na tym obszarze, co dawało istotną przewagę obrońcom miasta. Jedną z kluczowych lokalizacji były wzgórza siniawińskie, które wznosiły się na wysokość ok. 150 metrów ponad otaczający je płaski teren. Ponadto było to jedno z nielicznych suchych i niezalesionych miejsc, co czyniło je dogodnym punktem obserwacyjnym. Były one zajęte przez wojska niemieckie. Ze względu na fakt, że od rozpoczęcia blokady linia frontu uległa jedynie nieznacznym przesunięciom, Niemcy zbudowali gęstą sieć stanowisk obronnych, połączonych ze sobą okopami, zabezpieczonych przeszkodami przeciwczołgowymi oraz krzyżowym wsparciem ognia artyleryjskiego i moździerzowego. Zarówno rzeka Newa, jak i otaczające ją bagna były częściowo zamarznięte, co umożliwiało przeprawienie się na drugą stronę piechocie, ale nie ciężkim pojazdom.

### Strona niemiecka
Niemcy byli świadomi jak ważne było dla Sowietów przełamanie blokady miasta. Jednak ze względu na niekorzystny dla III Rzeszy wynik bitwy stalingradzkiej oraz rozpoczęcie przez wojska radzieckie operacji wielkołukowskiej na południe od Leningradu, Grupa Armii Północ otrzymała rozkaz przejścia do działań obronnych, a jej skład został znacznie uszczuplony. 11 Armia, która odgrywała zasadniczą rolę w niemieckim ataku na Leningrad w sierpniu 1942 r. i której udało się powstrzymać niedawną sowiecką ofensywę, została w październiku włączona w skład Grupy Armii Środek, operującej na froncie białoruskim. Oprócz tego w inne rejony walk przetransferowano również dziewięć innych dywizji wchodzących dotychczas w skład 11 Armii.
W początkowej fazie radzieckiej ofensywy, niemiecka 18 Armia, dowodzona przez gen. Georga Lindemanna, składała się z 26 dywizji rozmieszczonych wzdłuż 450-kilometrowego frontu. Ze względu na długość frontu, niemieckie pozycje zostały istotnie rozciągnięte, co skutkowało brakiem odwodów na poziomie dywizji. Zamiast tego, każda dywizja dysponowała taktyczną rezerwą jednego lub dwóch batalionów, a wsparciem dla całej armii miały być fragmenty 96 Dywizji Piechoty oraz 5 Dywizji Górskiej. Wsparcie powietrzne zapewniała 1 Flota Powietrzna Luftwaffe.
Pięć dywizji oraz część kolejnej strzegły wąskiego korytarza oddzielającego od siebie radzieckie Fronty Leningradzki oraz Wołchowski. Korytarz miał szerokość jedynie 16 kilometrów z racji czego nazywano go „szyjką butelki”. Niemieckie jednostki, które, ze względu na brak jakichkolwiek zmian linii frontu od sierpnia 1941 r., były na tym obszarze dobrze ufortyfikowane, żywiły dużą nadzieję na odparcie ewentualnej ofensywy Sowietów.

### Strona radziecka

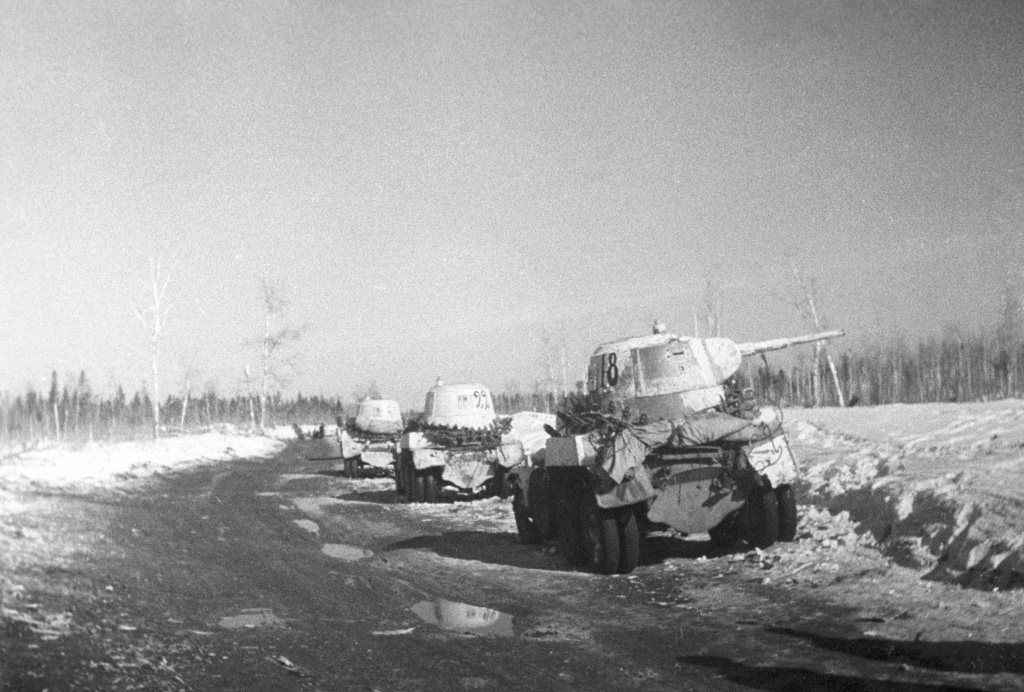
Kolumna radzieckich samochodów pancernych należących do Frontu Leningradzkiego; zima 1942 r.

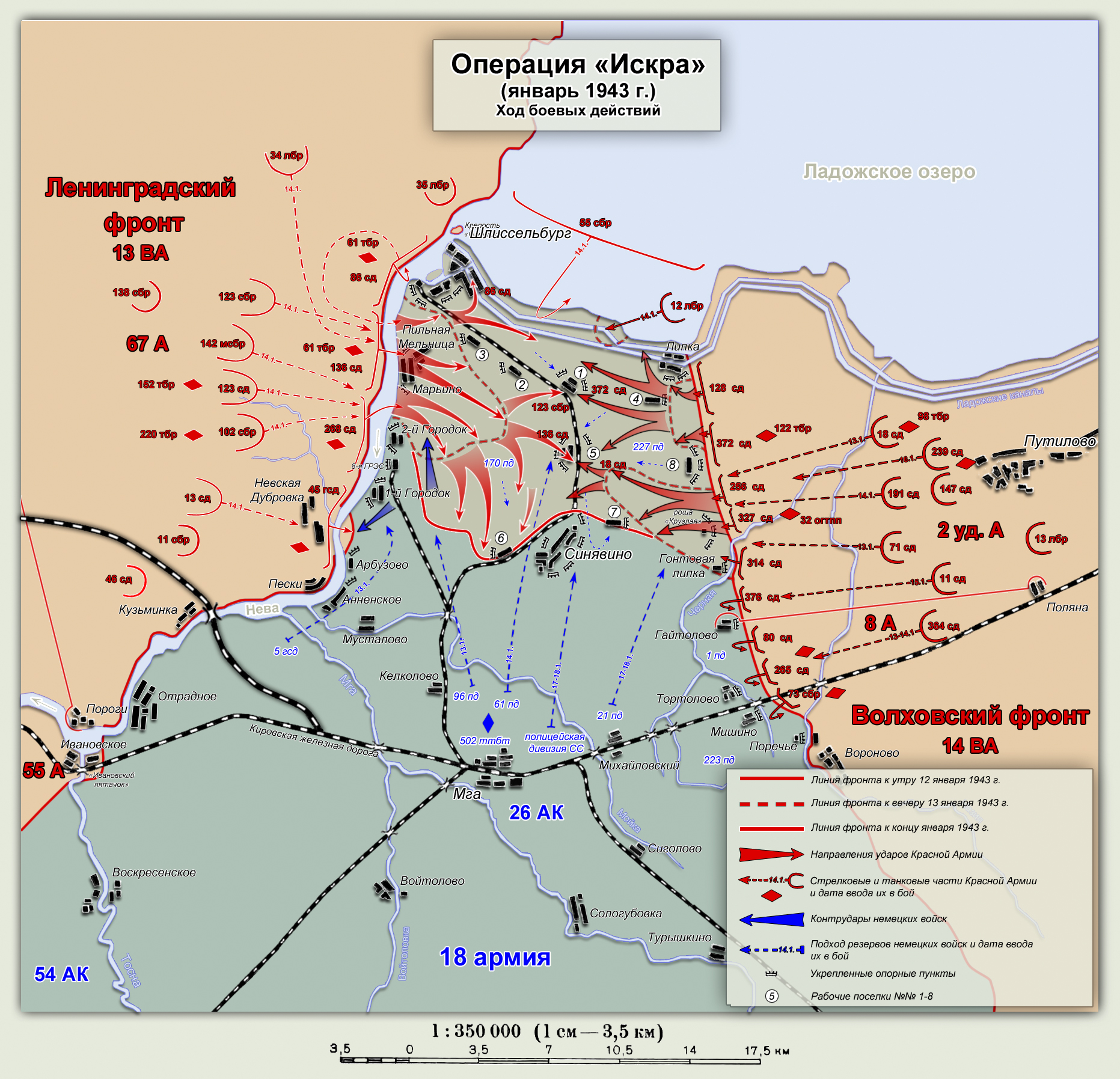
Sowieckie plany operacji.

Plan przeprowadzenia operacji Iskra został zatwierdzony w grudniu 1942 r. Rozkazy radzieckiego sztabu zakładały współdziałanie Frontów Wołchowskiego i Leningradzkiego, które miały pokonać wroga w rejonie miejscowości Lipka, Gajtolowo, Dubrowka oraz Szlisselburg, a następnie przedarcie się przez blokadę Leningradu. Zakończenie operacji zaplanowano na ostatnie dni stycznia 1943 r. Oznaczało to odbicie z rąk Niemców tzw. „szyjki butelki” i otwarcie 10 kilometrowego korytarza do Leningradu. Po zakończeniu tych działań, żołnierze obu frontów mieli otrzymać 10 dni odpoczynku, by następnie wznowić ofensywę w kierunku południowym w ramach kolejnych zaplanowanych operacji.
Największą różnicą w stosunku do wcześniejszej operacji siniawińskiej było umiejscowienie głównego natarcia. We wrześniu 1942 r. Sowieci przypuścili atak na południe od miejscowości Siniawino, co dawało im możliwość okrążenia kilku niemieckich dywizji. Jednocześnie jednak wystawiło to armię radziecką na dotkliwe ataki oskrzydlające z północy, co ostatecznie przesądziło o niepowodzeniu operacji. W styczniu 1943 r. ofensywa została poprowadzona na północ od Siniawina, bliżej brzegu jeziora Ładoga, co wykluczyło zagrożenie ataków z flanki i zwiększyło prawdopodobieństwo osiągnięcia sukcesu. Jednakże zmusiło to jednocześnie Armię Czerwoną do porzucenia planów okrążenia większości niemieckich oddziałów w „szyjce butelki”.
Ofensywa miała zostać przeprowadzona przez 67 Armię Frontu Leningradzkiego i 2 Armię Uderzeniową Frontu Wołchowskiego, dowodzone przez generała majora M. P. Duchanowa oraz generała lejtnanta Władimira Romanowskiego. Z kolei 8 Armia, dowodzona przez generała lejtnanta F.N. Starikowa, miała przeprowadzić natarcie na skrzydle 2 Armii Uderzeniowej oraz zająć się ewentualnymi działaniami obronnymi. 13 i 14 Armia Lotnicza miały zapewnić wsparcie z powietrza.
Oba fronty spędziły grudzień na przygotowaniach do operacji i otrzymały znaczące uzupełnienie w ludziach i sprzęcie. Zasilono je nie tylko o dodatkowe dywizje i brygady strzelców, ale również o znaczne ilości jednostek artylerii oraz inżynieryjnych, które były kluczowe dla przełamania niemieckich umocnień. Wyspecjalizowane jednostki zimowe obejmowały trzy brygady narciarskie i cztery bataliony aerosań. Aby zapewnić armii radzieckiej przewagę w powietrzu, której brakowało podczas poprzedniej ofensywy, siły lotnicze zostały zwiększone w rejonie planowanej operacji do ponad 800 maszyn, przeważnie myśliwców. Jako że duże czołgi nie byłyby skuteczne na terenie podmokłym, utworzono z nich przeważnie bataliony wsparcia dywizji lub nieco większe brygady, które miały działać samodzielnie.
Pierwotne plany zakładały rozpoczęcie operacji 1 stycznia, jednak cienka pokrywa lodowa na Newie spowodowała, iż natarcie opóźniono do 10–12 stycznia. Dowództwo radzieckie podjęło szereg środków, aby uniknąć ujawnienia planów ofensywy stronie niemieckiej. W jej planowanie zaangażowano tylko niewielką ilość starszych oficerów, a wszelkie przesunięcia oddziałów miały miejsce tylko w nocy lub podczas złej pogody. Ponadto w oddalonych miejscach przeprowadzono symulowane przygotowania do ofensywy, aby zmylić czujność niemieckiej armii.
10 stycznia, Stawka wysłała Gieorgija Żukowa jako swojego przedstawiciela ds. koordynacji walk. Dywizje strzeleckie zajęły swoje pozycje wypadowe 11 stycznia, a czołgi w formacji eszelonowej zajęły swoje pozycje rankiem 12 stycznia.

## Bitwa

### Początek bitwy: 12 stycznia

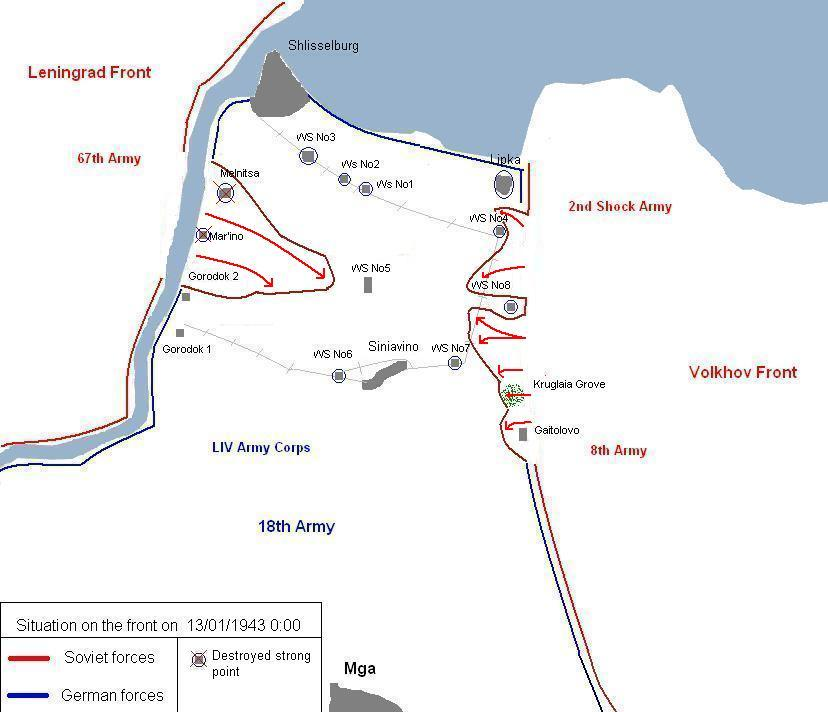
Przebieg radzieckiego natarcia w dniu 12 stycznia.

W noc poprzedzającą początek operacji, radzieckie bombowce dokonały nalotu na niemiecki sztab dywizji oraz pozycje zajmowane przez artylerię III Rzeszy, aby zdezorganizować proces dowodzenia wroga. Samoloty zaatakowały także lotniska i węzły łączności, co miało utrudnić ściągnięcie przez Niemców posiłków. Sama operacja Iskra rozpoczęła się 12 stycznia o godzinie 9:30 rano, gdy dwa sowieckie fronty rozpoczęły ostrzał artyleryjski pozycji niemieckich, który trwał 2 godziny i 20 minut po zachodniej stronie oraz 1 godzinę i 45 minut po wschodniej stronie „szyjki butelki”. Właściwe natarcie rozpoczęło się 5 minut przed zakończeniem zmasowanego ostrzału z wyrzutni rakietowych typu Katiusza, co miało maksymalnie osłabić niemiecką obronę.
Siły Frontu Leningradzkiego największe postępy osiągnęły pomiędzy miejscowościami Szlisselburg i Gorodok 1. To w tym rejonie 136 i 268 Dywizja Strzelecka Armii Czerwonej wdarły się, przy wsparciu czołgów oraz artylerii, na 3 kilometry w głąb pozycji niemieckich i utworzyły około 5-kilometrowej szerokości przyczółek. O godz. 18:00 radzieccy saperzy zdołali zbudować most niedaleko miejscowości Marino, który miał umożliwić dalsze działania ofensywne kolejnym oddziałom. Jednakże natarcie na położonych bardziej na południe odcinkach frontu, bliżej Gorodoka, zaowocowały jedynie zdobyciem pierwszej linii niemieckich okopów. Z kolei atak na północ od Szlisselburga zawiódł całkowicie. Wieczorem tego samego dnia, dowództwo frontu zadecydowało o wykorzystaniu skonstruowanego na Newie mostu i przerzuceniu jednostek ostrzeliwujących dotychczas Szlisselburg od strony rzeki na jej drugą stronę i zaatakowanie miasta od południa.
Oddziały Frontu Wołchowskiego nie odniosły znaczących sukcesów pierwszego dnia ofensywy. Choć siły 2 Armii Uderzeniowej próbowały otoczyć zajmowane przez Niemców pozycje w Lipce i osiedlu robotniczym nr 8, to nie udało im się tego dokonać podczas pierwszego natarcia ze względu na niezłomną postawę niemieckiego garnizonu składającego się z 700 ludzi rozmieszczonych w 16 bunkrach. Ciężki ogień boczny z tych umocnień uniemożliwił stronie radzieckiej dokonanie jakiegokolwiek postępu w tym rejonie, jednak czerwonoarmistom udało się wedrzeć na odległość 2 kilometrów w głąb niemieckich linii pomiędzy tymi punktami. Dalej na południe, pomiędzy osiedlem robotniczym nr 8 a zagajnikiem Krugłaja, Sowietom udało się wedrzeć jedynie na około 1–2 kilometry w głąb pozycji wroga, podczas gdy jeszcze bardziej na południe prowadzony atak oskrzydlający 8 Armii zakończył się zdobyciem tylko pierwszej linii niemieckich okopów.
Na sowieckie natarcie Niemcy zareagowali ściągnięciem tej samej nocy dodatkowych jednostek w rejon intensywnych walk. Improwizowana grupa bojowa składająca się z pięciu batalionów wyodrębnionych z 96 Dywizji Piechoty, wspierana przez artylerię oraz cztery czołgi typu Tygrys, została skierowana na zachód, w okolice Gorodoka 2, do wzmocnienia pozycji zajmowanych przez żołnierzy 170 Dywizji Piechoty. Podobna grupa bojowa, również złożona z batalionów 96 Dywizji Piechoty, została wysłana do osiedla robotniczego nr 1 by wspomóc znajdującą się tam 227 Dywizję Piechoty.

### Postępy Sowietów: 13–17 stycznia

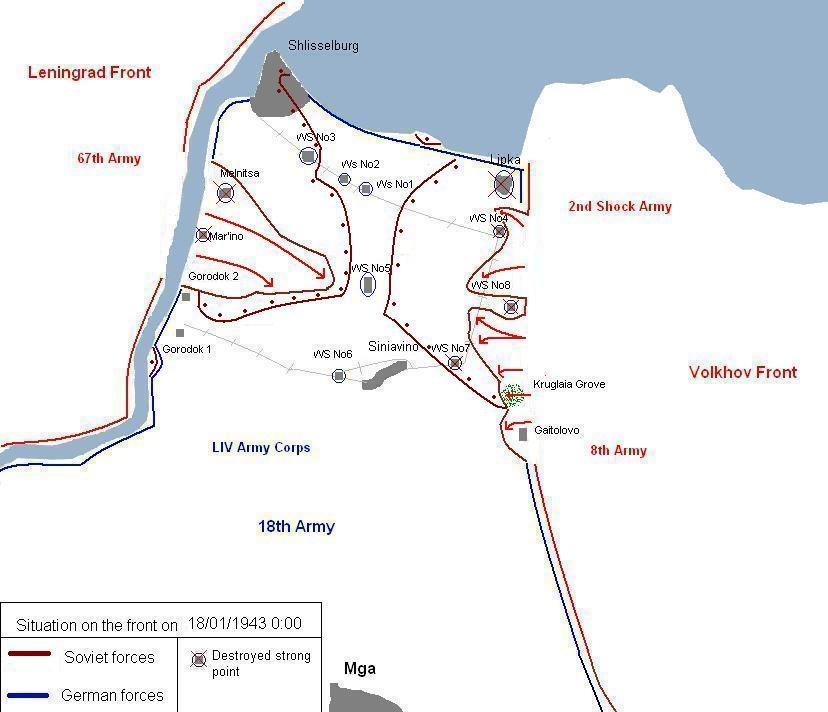
Przebieg radzieckiego natarcia w dniu 18 stycznia.

W ciągu następnych pięciu dni ciężkich walk, wojska radzieckie powoli posuwały się naprzód, przełamując kolejne linie niemieckiej obrony i odpierając kontrataki. Zła pogoda, panująca 13 stycznia nad polem bitwy, uniemożliwiła Armii Czerwonej wykorzystanie wsparcia lotnictwa. Tego dnia strona radziecka praktycznie nie zdobyła żadnego nowego kawałka ziemi, ponosząc jednocześnie ogromne straty przy próbach ataków. Z kolei Niemcy, po tym jak ich kontrataki nie zdołały odrzucić radzieckich wojsk, zaczęli przegrupowywać swoje siły w rejonach intensywnych walk poprzez tworzenie specjalnych grup bojowych składających się z części dywizji znajdujących się na spokojniejszych odcinkach frontu. W skład takich grup bojowych wchodziły m.in. oddziały 1 i 61 Dywizji Piechoty, 5 Dywizji Górskiej oraz 4 Dywizji Grenadierów Pancernych SS „Polizei”.
14 stycznia, gdy warunki pogodowe poprawiły się na tyle, aby zapewnić radzieckiej armii wsparcie z powietrza, ofensywa Armii Czerwonej została wznowiona, choć straciła impet z pierwszych dni natarcia. Aby przyśpieszyć zamknięcie w okrążeniu niemieckiego garnizonu w Lipce, Sowieci wykorzystali żołnierzy 12 Brygady Narciarskiej, którzy przeprawili się po zamrożonym jeziorze Ładoga i zaatakowali Niemców od tyłu. Do końca dnia niemieckie oddziały broniące się w Lipce i Szlisselburgu zostały niemal całkowicie odcięte od reszty niemieckiej armii.
W dniach 15–17 stycznia, oba radzieckie fronty z wolna zbliżały się do siebie, zajmując kolejne punkty niemieckiej obrony w osiedlach robotniczych nr 3, 4, 7 i 8 oraz w większości Szlisselburga. Z końcem dnia 17 stycznia odległość między obu frontami zmniejszyła się do 1,5–2 kilometrów na odcinku między osiedlami robotniczymi nr 1 i 5.

### Połączenie i utworzenie korytarza lądowego: 18–21 stycznia
18 stycznia o godz. 9:30 przednie oddziały 123 Dywizji Strzeleckiej 67 Armii oraz 372 Dywizji Strzeleckiej 2 Armii Uderzeniowej połączyły się w pobliżu osiedla robotniczego nr 1, tym samym symbolicznie przełamując blokadę Leningradu. Niemieckie siły znajdujące się na północ od osiedla zostały odcięte, a tzw. grupa pułkowa Hühnera, składająca się z dwóch grup bojowych 61 Dywizji Piechoty, która miała utrzymać korytarz łączności pomiędzy osiedlem robotniczym nr 5 a osiedlem robotniczym nr 1, nie była w stanie już tego zrobić. Po połączeniu wojska radzieckie zajęły osiedle nr 5, odpierając kontratak Niemców. Czołowe oddziały 136 Dywizji Strzeleckiej 67 Armii i 18 Dywizji Strzeleckiej 2 Armii Uderzeniowej spotkały się na północ od tego osiedla o godz. 11:45. Tym samym grupa Hühnera została odcięta i otrzymała rozkaz przebicia się przez pozycje radzieckie w kierunku zalesionych terenów w pobliżu Siniawina, zanim jednostki Armii Czerwonej uczyniłyby ucieczkę niemożliwą. Żołnierze Hühnera zmuszeni zostali do porzucenia własnej artylerii i ciężkiego sprzętu i ucieczki przed nacierającymi Sowietami, docierając do Siniawina w nocy z 19 na 20 stycznia. Wczesnym popołudniem siły radzieckie oczyściły Szlisselburg i Lipkę z niemieckich oddziałów i rozpoczęły likwidację niedobitków ukrywających się w lasach na południe od jeziora Ładoga.
W dniach 19–21 stycznia Sowieci wyeliminowali okrążone siły niemieckie i próbowali rozszerzyć ofensywę bardziej na południe w stronę Siniawina. Jednakże niemiecka 18 Armia znacząco wzmocniła swoje siły broniące tych pozycji o oddziały 4 Dywizji Grenadierów SS „Polizei” i 21 Dywizji Piechoty, a niedługo później 11 Dywizji Piechoty i 28 Dywizji Strzeleckiej. Siłom radzieckim udało się jeszcze zdobyć osiedle robotnicze nr 6, co okazało się być szczytem możliwości ofensywy.

### Stabilizacja frontu i budowa linii kolejowej: 22–30 stycznia
W rezultacie operacji Iskra po 21 stycznia nie nastąpiły dalsze zmiany w linii frontu. Sowieci nie byli w stanie dokonać jakiegokolwiek dalszego postępu w natarciu, skupiając się raczej na ufortyfikowaniu zajmowanych pozycji, aby udaremnić jakąkolwiek niemiecką próbę ponownego ustanowienia blokady Leningradu. 22 stycznia rozpoczęto prace nad budową przez zajęty korytarz linii kolejowej, łączącej miasto z resztą kraju. Przesłany 18 stycznia przez Państwowy Komitet Obrony ZSRR plan zakładał ukończenie budowy w przeciągu 20 dni. Konstrukcja została jednak ukończona przed wyznaczonym terminem i 6 lutego 1943 r. pociągi rozpoczęły dostarczanie zapasów do zniszczonego miasta. Sama operacja została oficjalnie zakończona 30 stycznia<.

## Następstwa
Operacja Iskra stanowiła strategiczne zwycięstwo sił radzieckich. Z wojskowego punktu widzenia ofensywa wyeliminowała możliwość zajęcia przez Niemców Leningradu oraz możliwość połączenia się wojsk niemieckich z armią fińską na północy, jako że Front Leningradzki był teraz dobrze zaopatrzony i zdolny do efektywnej współpracy z siłami Frontu Wołchowskiego. Dla ludności cywilnej sukces operacji wiązał się ze znacznie większymi dostawami żywności do miasta, lepszymi warunkami bytowania oraz ewakuacją większej liczby cywili ze zniszczonej metropolii. Przełamanie blokady miało także istotny efekt strategiczny, choć w znaczeniu historycznym wydarzenie to zostało przyćmione przez kapitulację niemieckiej 6 Armii pod Stalingradem zaledwie kilka dni później. Podczas tej bitwy po raz pierwszy udało się Sowietom zdobyć sprawny czołg typu Tygrys, który niezniszczony został przetransportowany na radzieckie tyły w celu szczegółowego zbadania.
Zwycięstwo pod Leningradem skutkowało także awansem sowieckich dowódców, w tym Goworowa, który został mianowany generałem pułkownikiem 15 stycznia, oraz Żukowa, który został marszałkiem Związku Radzieckiego 18 stycznia. Dodatkowo Goworow i Mierieckow zostali odznaczeni Orderami Suworowa I klasy 28 stycznia. Z kolei 136 i 327 Dywizja Strzelecka w nagrodę zostały oznaczone jako 63 i 64 Gwardyjska Dywizja Strzelecka, podczas gdy 61 Brygada Pancerna zyskała miano 30 Gwardyjskiej Brygady Pancernej.
Po stronie niemieckiej ofensywa przyczyniła się do rozciągnięcia pozycji 18 Armii i jej fizycznego wyczerpania. Ze względu na brak wystarczających uzupełnień dowództwo Grupy Armii Północ podjęło decyzję o skróceniu linii frontu poprzez ewakuację kotła demiańskiego. Niemcy, pomimo wielomiesięcznego okrążenia, utrzymywali przyczółek demiański przez cały 1942 r. ze względu na jego strategiczne znaczenie. Razem z tzw. występem rżewskim (który także został ewakuowany wiosną 1943 r.), przyczółek demiański miał zostać wykorzystany przez stronę niemiecką do okrążenia znacznych sił radzieckich. Jednakże, w sytuacji która miała miejsce, utrzymywanie obu pozycji nie było dłużej możliwe.
Radziecka Stawka zdawała sobie jednak sprawę, że operacja nie osiągnęła wszystkich założonych celów, jako że utworzony korytarz zaopatrzeniowy był wąski i nadal pozostawał w zasięgu niemieckiej artylerii, a istotne ze strategicznego punktu widzenia wzgórza w pobliżu Siniawina nadal pozostawały w rękach Niemców. Skłoniło to Żukowa do zaplanowania jeszcze bardziej ambitnej ofensywy, która otrzymała kryptonim Polarna Gwiazda. Celem tej operacji miało być ostateczne rozbicie niemieckiej Grupy Armii Północ, jednak jej efekty okazały się być niewielkie. Strona radziecka przeprowadziła w 1943 r. jeszcze kilka ofensyw, które pozwoliły poszerzyć korytarz prowadzący do Leningradu i zająć nowe pozycje, zanim ostatecznie we wrześniu czerwonoarmistom udało się zająć samo Siniawino. Leningrad pozostawał pod mniejszym lub większym ostrzałem artyleryjskim oraz był celem bombardowań Niemców aż do stycznia 1944 r., gdy operacja leningradzko-nowogrodzka odrzuciła jednostki niemieckie daleko od miasta i tym samym ostatecznie zakończyła ponad dwuletni okres oblężenia.